# معثل (الرجم)

تعديل مصدري - تعديل

معثل هي إحدى قرى عزلة الروحاني بمديرية الرجم التابعة لمحافظة المحويت، بلغ تعداد سكانها 719 نسمة حسب تعداد اليمن لعام 2004.